# Express AM6
O Express AM6 (também conhecido por Eutelsat 53A) é um satélite de comunicação geoestacionário russo da série Express construído pela ISS Reshetnev (ex NPO PM) em cooperação com a MacDonald, Dettwiler and Associates Ltd. (MDA). Ele está localizado na posição orbital de 53 graus de longitude leste e é administrado pela empresa estatal Russian Satellite Communications Company, com sede em Moscou. O satélite foi baseado na plataforma Express-2000 e sua vida útil estimada é de 15 anos. Cinco transponders foram arrendados para a Eutelsat e são comercializados sob o nome Eutelsat 53A desde maio de 2015.

## Lançamento
O satélite foi lançado ao espaço no dia 21 de outubro de 2014, às 15:09 UTC, por meio de um veículo Proton-M/Briz-M a partir do Cosmódromo de Baikonur, no Cazaquistão. Ele tinha uma massa de lançamento de 3.400 kg.
O estágio superior Briz-M se desativou precocemente durante a quarta ignição e deixou o satélite em uma órbita mais baixa do que a prevista (31.307 km ×  37.784 km, 0,7°). O satélite conseguiu chegar à órbita geoestacionária operacional, utilizando a sua própria propulsão.

## Capacidade e cobertura
O Express AM6 é equipado com 30 transponders em banda C, 40 em banda Ku, 12 em banda Ka e 2 em banda L, para fornecer transmissão de dados, televisão, comunicações, Internet, videoconferência e outros serviços para a Rússia.